# قرار مجلس الأمن التابع للأمم المتحدة رقم 1937
قرار مجلس الأمن التابع للأمم المتحدة رقم 1937، المتخذ بالإجماع في 30 أغسطس 2010، في أعقاب الاشتباك الحدودي الأخير بين إسرائيل ولبنان عام 2010، بطلب من الحكومة اللبنانية وتم تبنيه لتمديد ولاية قوة الأمم المتحدة المؤقتة في لبنان (اليونيفيل) لمدة اثني عشر شهرًا أخرى - حتى 31 أغسطس 2011 - ودعا جميع الأطراف إلى احترام الخط الأزرق.
وأشار القرار على وجه التحديد إلى ثمانية قرارات سابقة: 425 (1978) و426 (1978) و1559 (2004) و1680 (2006) و1701 (2006) و1773 (2007) و1832 (2008) و1884 (2009).

## القرار

### أعمال
وبتمديد ولاية اليونيفيل لسنة أخرى، أشاد المجلس بالقوة في خلق بيئة إستراتيجية جديدة في جنوب لبنان وتعاونها مع القوات المسلحة اللبنانية. ورحب بنشر لواء إضافي من القوات اللبنانية في الجنوب ودعا لمزيد من الانتشار وفقا للقرار 1701. تمت دعوة جميع الأطراف إلى منع الأعمال العدائية وانتهاكات الخط الأزرق والتعاون الكامل مع اليونيفيل والأمم المتحدة. وأعرب المجلس عن استيائه من الأحداث الأخيرة التي تعرضت لها قوة الأمم المتحدة المؤقتة في لبنان، ودعا جميع الأطراف إلى احترام سلامة وحرية حركة العملية.
في غضون ذلك، دعا القرار الأطراف المعنية إلى التعاون مع مجلس الأمن والأمين العام بان كي مون لإحراز تقدم نحو حل طويل الأمد ووقف دائم لإطلاق النار. وحث الحكومة الإسرائيلية على سحب قواتها من شمال قرية الغجر على الفور، وجدد دعوته لجعل المنطقة الواقعة بين الخط الأزرق ونهر الليطاني منطقة خالية من المسلحين والأسلحة باستثناء قوات اليونيفيل والقوات الوطنية اللبنانية.
ودعا المجلس الأمين العام إلى مواصلة الإبلاغ عن تنفيذ القرار 1701 ورحب بالجهود المبذولة لتنفيذ سياسة عدم التسامح مطلقًا مع الاستغلال والانتهاك الجنسيين.
وأخيرا، اختتم القرار بالتأكيد على أهمية السلام العادل والدائم في الشرق الأوسط على أساس قرارات مجلس الأمن ذات الصلة بما في ذلك 242 (1967) و338 (1973) و1515 (2003) و1850 (2008).